# Amanda Tapping

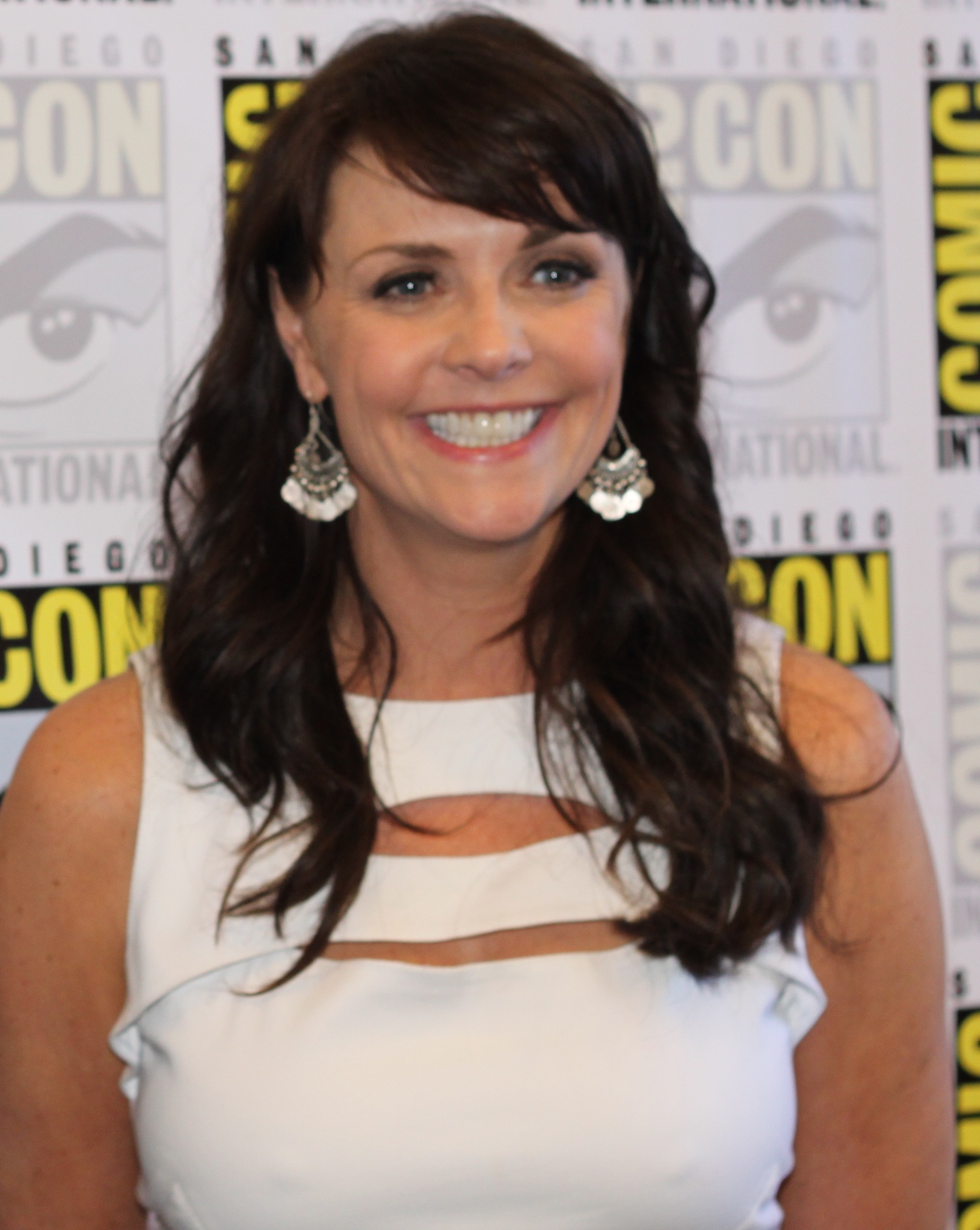
Amanda Tapping auf der San Diego Comic-Con 2011

Tapping während des Drehs von Stargate: Continuum (2007)

Amanda Tapping (* 28. August 1965 in Rochford, Essex) ist eine kanadische Schauspielerin, Produzentin und Regisseurin britischer Herkunft und wurde besonders durch ihre Rollen in Stargate – Kommando SG-1 und Sanctuary – Wächter der Kreaturen bekannt.

## Leben
Tapping zog im Alter von drei Jahren mit ihrer Familie nach Toronto. Entgegen dem Wunsch ihrer Eltern – welche für sie eine wissenschaftliche Karriere vorgesehen hatten – entschied sie sich am Ende ihrer Highschoolzeit dazu, Schauspielerin zu werden. Nachdem sie vier Jahre die Windsor School of Dramatic Art besucht hatte, übernahm sie unter anderem Gastrollen in den Fernsehserien Akte X und Ein Mountie in Chicago. Von 1997 bis 2007 spielte sie die Rolle der Dr. Samantha Carter in der Fernsehserie Stargate – Kommando SG-1 und ab 2007 denselben Charakter in dem Ableger Stargate Atlantis. Von 2008 bis 2011 spielte sie in der Serie Sanctuary – Wächter der Kreaturen – welche sie auch produzierte – die Rolle der Dr. Helen Magnus. 2004 gab sie ihr Regiedebüt und inszenierte eine Folge von Stargate – Kommando SG-1. Seit 2009 ist sie regelmäßig als Regisseurin für verschiedene Fernsehserien tätig. Seit 2017 führt sie vornehmlich Regie.
Tapping ist seit 1994 mit Alan Kovacs verheiratet und hat dessen Nachnamen angenommen. Ihr bürgerlicher Name lautet seitdem Amanda Kovacs. Als Künstlernamen nutzt sie weiterhin ihren Geburtsnamen. 2005 brachte sie eine Tochter zur Welt.
Tapping wird meist von Christin Marquitan synchronisiert.

## Theater
- Der Zauberer von Oz (The Wizard of Oz)
- The Lion in Winter
- Steel Magnolias – West End Theater
- 1986: Look Back in Anger
- 1987: Children of a Lesser God
- 1988: Der Widerspenstigen Zähmung (The Taming of the Shrew)
- Noises Off
- The Shadow Walkers

## Filmografie (Auswahl)

### Fernsehserien
- 1995: Gänsehaut – Die Stunde der Geister (It Came From Beneath The Sink, Episode 1x14 „Der Monsterschwamm“)
- 1995: Nick Knight – Der Vampircop (Forever Knight, Episode 2x12 „Near Death“)
- 1996: Ein Mountie in Chicago (Due South, Episode 2x10 „Starman“)
- 1996: Kung Fu – Im Zeichen des Drachen (Kung Fu: The Legend Continues, 2 Episoden)
- 1996: Akte X – Die unheimlichen Fälle des FBI (The X-Files, Episode 3x21 „Avatar“)
- 1997–2007: Stargate – Kommando SG-1 (Stargate – SG-1, 211 Episoden)
- 1999: Millennium – Fürchte deinen Nächsten wie Dich selbst (Millennium, Episode 3x10)
- 1999: Outer Limits – Die unbekannte Dimension (The Outer Limits, Episode 4x13 „Die Venus-Falle“)
- 2004: Traffic – Die Macht des Kartells (Traffic, TV-Miniserie)
- 2005–2009: Stargate Atlantis (19 Episoden)
- 2008–2011: Sanctuary – Wächter der Kreaturen (Sanctuary, 59 Episoden)
- 2009–2010: Stargate Universe (2 Episoden)
- 2009–2010: Riese: Kingdom Falling (10 Episoden)
- 2012–2018: Supernatural (10 Episoden)
- 2013: Motive (Episode 1x13 „Von einem, der entkommen ist“)
- 2015: Killjoys (Episode 1x07 „Die Mensch-Maschine“)
- 2017–2018: Travelers – Die Reisenden (Travelers, 5 Episoden)
- 2020–2022: Motherland: Fort Salem (Fernsehserie, 1 Folge)

### Filme
- 1995: The Haunting of Lisa
- 1995: The Donor
- 1995: Rent-a-Kid – Familie auf Probe (Rent-a-Kid, Fernsehfilm)
- 1996: Remembrance
- 1996: Golden Will: The Silken Laumann Story
- 1997: Booty Call – One-Night-Stand mit Hindernissen (Booty Call)
- 2000: Road Trip in die Hölle (Black Top)
- 2001: The Void – Experiment außer Kontrolle (The Void)
- 2002: Stuck
- 2002: Leben oder so ähnlich (Life or Something Like It)
- 2004: Earthsea – Die Saga von Erdsee (Legend of Earthsea)
- 2006: Breakdown
- 2006: Engaged to Kill
- 2008: Stargate: The Ark of Truth – Die Quelle der Wahrheit (Stargate: The Ark of Truth)
- 2008: Stargate: Continuum
- 2009: Dancing Trees
- 2012: Taken Back: Finding Haley (Fernsehfilm)
- 2012: Space Milkshake
- 2012: Random Acts of Romance
- 2014: Cannabis Kid (Kid Cannabis)

### Regie
- 2003: Stargate – Kommando SG-1 (Stargate SG-1, Episode Resurrection)
- 2009–2011: Sanctuary – Wächter der Kreaturen (Sanctuary, 3 Episoden)
- 2012–2013: Primeval: New World (3 Episoden)
- 2013–2014: Arctic Air (3 Episoden)
- 2013–2014: Continuum (3 Episoden)
- 2015–2016: Dark Matter (2 Episoden)
- 2016: Van Helsing (4 Episoden)
- 2016: The Magicians (1 Episode)
- 2017–2018: Supernatural (4 Episoden)
- 2017–2018: Travelers – Die Reisenden (9 Episoden)
- 2017–2019: Anne with an E (4 Episoden)
- 2018–2019: Mysterious Mermaids (Siren, 2 Episoden)
- 2019: Blindspot (Fernsehserie, Episode 4x21)
- 2019: The 100 (Fernsehserie, Episode 6x10)
- 2020: Chilling Adventures of Sabrina (Fernsehserie, Episode 2x13)
- 2020–2021: Motherland: Fort Salem (Fernsehserie, 4 Episoden)

### Ausführende Produzentin
- 2008–2011: Sanctuary – Wächter der Kreaturen (Sanctuary, 59 Episoden)
- 2012: Space Milkshake

## Auszeichnungen
- 2002: Leo Award in der Kategorie Bester Auftritt einer Schauspielerin für Stargate SG-1 (Episode Ascension)
- 2004: Saturn Award in der Kategorie Beste Nebendarstellerin einer Fernsehserie für Stargate SG-1
- 2004: Leo Award für Bester Auftritt einer Schauspielerin in einer Serie für Stargate SG-1 (Episode Grace)
- 2004: Leo Award in der Kategorie Beste Regie
- 2005: Akademie der Science Fiction, Horror und Fantasy Filme in der Kategorie Beste Nebendarstellerin in einer Serie für Stargate SG-1 (Episode Threads)
- 2007: 8. Kanadischer Comedy Award in der Kategorie Beste Schauspielerin
- 2007: Syfy Genre Award in der Kategorie Beste Schauspielerin
- 2007: Syfy Genre Award in der Kategorie Beste Web-Präsentation für Sanctuary
- 2009: Leo Award in der Kategorie Bester Auftritt einer Schauspielerin für Sanctuary (Episode Requiem)
- 2009: Spotlight Award 2009 Woman of Vision (Spezieller Jury-Preis)
- 2010: YMCA Vancouver Women of Distinction Award for Connecting the Community
- 2012: Jules Verne Award für humanitäres Engagement, Paris, Frankreich
- 2014: Ehrendoktor des Rechts[1]